# مقاطعة مونسينور نويل
مقاطعة مونسينور نويل (بالإسبانية: Provincia de Monseñor Nouel)‏ هي محافظة في جمهورية الدومينيكان، بلغ عدد سكانها 165,224  نسمة وذلك حسب إحصائيات سنة 2010، عاصمتها بوناو، تبلغ مساحتها 992.0 كيلومتر مربع.